# Listă de filme științifico-fantastice din anii 1990
Aceasta este o listă de filme științifico-fantastice notabile din anii 1990.

## Listă de filme
| 1990 • 1991 • 1992 • 1993 • 1994 • 1995 • 1996 • 1997 • 1998 • 1999 |                                                |                                                                             |                                                                                    |                        |
| 1990                                                                |                                                |                                                                             |                                                                                    |                        |
| Titlu                                                               | Regizor                                        | Distribuție                                                                 | Țara                                                                               | Sub-Gen /Note          |
| Aftershock                                                          | Frank Harris                                   | James Lew, Michael Standing, Elizabeth Kaitan                               | Statele Unite ale Americii                                                         | [ 1 ]                  |
| Back to the Future Part III                                         | Robert Zemeckis                                | Michael J. Fox, Christopher Lloyd, Mary Steenburgen, Thomas F. Wilson       | Statele Unite ale Americii                                                         |                        |
| Circuitry Man                                                       | Steven Lovy                                    | Dana Wheeler-Nicholson, Jim Metzler                                         | Statele Unite ale Americii                                                         | [ 2 ]                  |
| The Dark Side of the Moon                                           | D. J. Webster                                  | Robert Sampson, Will Bledsoe, Joe Turkel                                    | Statele Unite ale Americii                                                         |                        |
| Fatal Sky                                                           | Frank Shields                                  | Michael Nouri, Darlanne Fluegel, Maxwell Caulfield                          | Statele Unite ale Americii · Australia · Serbia                                    | [ nb 1 ] [ 3 ]         |
| Flatliners                                                          | Joel Schumacher                                | Kiefer Sutherland, Julia Roberts, Kevin Bacon                               | Statele Unite ale Americii                                                         |                        |
| Gremlins 2: The New Batch                                           | Joe Dante                                      | Zach Galligan, Phoebe Cates, John Glover                                    | Statele Unite ale Americii                                                         |                        |
| The Handmaid's Tale                                                 | Volker Schlöndorff                             | Natasha Richardson, Robert Duvall, Faye Dunaway, Aidan Quinn                | Statele Unite ale Americii                                                         |                        |
| Hardware                                                            | Richard Stanley                                | Dylan McDermott, Stacey Travis, John Lynch                                  | Regatul Unit al Marii Britanii și al Irlandei de Nord · Statele Unite ale Americii |                        |
| I Come in Peace                                                     | Craig R. Baxley                                | Dolph Lundgren, Betsy Brantley, Brian Benben                                | Statele Unite ale Americii                                                         |                        |
| Martians Go Home                                                    | David Odell                                    | Randy Quaid, Anita Morris, Margaret Colin, Vic Dunlop                       | Statele Unite ale Americii                                                         | [ 4 ] [ 5 ]            |
| Metamorphosis: The Alien Factor                                     | Glenn Takajian                                 | Tara Leigh, Tony Gigante, Dianna Flaherty, Katherine Romaine                | Statele Unite ale Americii                                                         | [ 6 ] [ 7 ]            |
| Moon 44                                                             | Roland Emmerich                                | Michael Paré, Malcolm McDowell, Lisa Eichhorn                               | Germania · Statele Unite ale Americii                                              |                        |
| Omega Cop                                                           | Paul Kyriazi                                   | Adam West, Ronald L. Marchini                                               | Statele Unite ale Americii                                                         |                        |
| Peacemaker                                                          | Kevin S. Tenney                                | Robert Forster, Lance Edwards, Hilary Shepard                               | Statele Unite ale Americii                                                         | [ 8 ]                  |
| Predator 2                                                          | Stephen Hopkins                                | Danny Glover, Gary Busey, Rubén Blades, Bill Paxton                         | Statele Unite ale Americii                                                         |                        |
| The Rift                                                            | Juan Piquer Simón                              | Jack Scalia, R. Lee Ermey, Ray Wise                                         | Spania                                                                             | [ 9 ]                  |
| Rebel Storm                                                         | Franky Schaeffer                               | Zach Galligan, Wayne Crawford, June Chadwick                                | Statele Unite ale Americii                                                         | [ 10 ]                 |
| RoboCop 2                                                           | Irvin Kershner                                 | Peter Weller, Nancy Allen, Dan O'Herlihy, Belinda Bauer                     | Statele Unite ale Americii                                                         |                        |
| Robot Jox                                                           | Stuart Gordon                                  | Gary Graham, Anne-Marie Johnson. Paul Koslo                                 | Statele Unite ale Americii                                                         |                        |
| Shadowzone                                                          | J. S. Cardone                                  | Louise Fletcher, David Beecroft, James Hong                                 | Statele Unite ale Americii                                                         |                        |
| Solar Crisis                                                        | Richard Sarafian                               | Tim Matheson, Charlton Heston, Peter Boyle                                  | Japonia                                                                            |                        |
| Spaced Invaders                                                     | Patrick Read Johnson                           | Douglas Barr, Royal Dano, Ariana Richards                                   | Statele Unite ale Americii                                                         |                        |
| Steel and Lace                                                      | Ernest D. Farino                               | Clare Wren, Bruce Davison, David Naughton                                   | Statele Unite ale Americii                                                         | [ 11 ]                 |
| Syngenor                                                            | George Elanjian Jr.                            | Starr Andreeff, Mitchell Laurance, David Gale                               | Statele Unite ale Americii                                                         |                        |
| A Taste for Flesh and Blood                                         | Warren F. Disbrow                              | Greg Scott, Kathy Monks, Warren Disbrow Sr.                                 | Statele Unite ale Americii                                                         | [ 12 ]                 |
| Total Recall                                                        | Paul Verhoeven                                 | Arnold Schwarzenegger, Rachel Ticotin, Sharon Stone, Ronny Cox              | Statele Unite ale Americii                                                         | [ nb 2 ]               |
| Watchers II                                                         | Thierry Notz                                   | Marc Singer, Tracy Scoggins, Jonathan Farwell                               | Statele Unite ale Americii · Canada                                                |                        |
| A Wind Named Amnesia                                                | Kazuo Yamazaki                                 |                                                                             | Japonia                                                                            | Anime                  |
| 1991                                                                |                                                |                                                                             |                                                                                    |                        |
| Titlu                                                               | Regizor                                        | Distribuție                                                                 | Țara                                                                               | Sub-Gen /Note          |
| 964 Pinocchio                                                       | Shozin Fukui                                   |                                                                             | Japonia                                                                            |                        |
| Abraxas, Guardian of the Universe                                   | Damian Lee                                     | Marjorie Bransfield, Sven-Ole Thorsen, James Belushi                        | Statele Unite ale Americii · Canada                                                |                        |
| And You Thought Your Parents Were Weird                             | Tony Cookson                                   | Joshua John Miller, Edan Gross, Marcia Strassman                            | Statele Unite ale Americii                                                         |                        |
| Captain America                                                     | Albert Pyun                                    | Matt Salinger, Ronny Cox, Scott Paulin                                      | Statele Unite ale Americii · Serbia                                                |                        |
| Critters 3                                                          | Kristine Peterson                              | Aimee Brooks, John Calvin, Katherine Cortez                                 | Statele Unite ale Americii                                                         |                        |
| Critters 4                                                          | Rupert Harvey                                  | Don Opper, Paul Whitthorne, Angela Bassett                                  | Statele Unite ale Americii                                                         |                        |
| Eve of Destruction                                                  | Duncan Gibbins                                 | Gregory Hines, Renée Soutendijk, Michael Greene                             | Statele Unite ale Americii                                                         |                        |
| Godzilla vs. King Ghidorah                                          | Kazuki Ōmori                                   | Kenpachiro Satsuma, Richard Berger                                          | Japonia                                                                            |                        |
| Murder by Moonlight                                                 | Michael Lindsay-Hogg                           | Brigitte Nielsen, Julian Sands                                              | Regatul Unit al Marii Britanii și al Irlandei de Nord                              | [ 14 ] [ 15 ]          |
| Naked Lunch                                                         | David Cronenberg                               | Peter Weller, Judy Davis, Ian Holm                                          | Canada · Regatul Unit al Marii Britanii și al Irlandei de Nord · Japonia           |                        |
| Prayer of the Rollerboys                                            | Rick King                                      | Corey Haim, Patricia Arquette, Christopher Collet                           | Japonia · Statele Unite ale Americii                                               |                        |
| Robotrix                                                            | Jamie Luk                                      | Chikako Aoyama, Hiu-Dan Hui, Amy Yip                                        | Hong Kong                                                                          | [ 16 ]                 |
| The Rocketeer                                                       | Joe Johnston                                   | Billy Campbell, Jennifer Connelly, Alan Arkin, Timothy Dalton, Paul Sorvino | Statele Unite ale Americii                                                         |                        |
| Star Trek VI: The Undiscovered Country                              | Nicholas Meyer                                 | William Shatner, Leonard Nimoy, DeForest Kelley, James Doohan               | Statele Unite ale Americii                                                         | [ nb 3 ]               |
| Terminator 2: Judgment Day                                          | James Cameron                                  | Arnold Schwarzenegger, Linda Hamilton, Edward Furlong                       | Statele Unite ale Americii                                                         | [ nb 4 ]               |
| The Terror Within II                                                | Andrew Stevens                                 | Andrew Stevens, Stella Stevens, Chick Vennera                               | Statele Unite ale Americii                                                         |                        |
| Until the End of the World                                          | Wim Wenders                                    | William Hurt, Solveig Dommartin, Sam Neill                                  | Germania · Australia · Franța                                                      |                        |
| Vegas in Space                                                      | Phillip R. Ford                                | Doris Fish, Timmy Spence                                                    | Statele Unite ale Americii                                                         |                        |
| Wax or the Discovery of Television Among the Bees                   |                                                | William S. Burroughs                                                        | Statele Unite ale Americii                                                         |                        |
| Wedlock                                                             | Lewis Teague                                   | Rutger Hauer, Mimi Rogers                                                   | Statele Unite ale Americii                                                         |                        |
| Zeiram                                                              | Keita Amemiya                                  |                                                                             | Japonia                                                                            |                        |
| 1992                                                                |                                                |                                                                             |                                                                                    |                        |
| Titlu                                                               | Regizor                                        | Distribuție                                                                 | Țara                                                                               | Sub-Gen /Note          |
| Alien 3                                                             | David Fincher                                  | Sigourney Weaver, Charles S. Dutton, Charles Dance, Paul McGann             | Statele Unite ale Americii                                                         |                        |
| Bad Channels                                                        | Ted Nicolaou                                   | Melissa Behr, Alex Bookston, Michael Caldwell                               | Statele Unite ale Americii                                                         |                        |
| Freejack                                                            | Geoff Murphy                                   | Emilio Estevez, Mick Jagger, Anthony Hopkins, Rene Russo                    | Statele Unite ale Americii                                                         |                        |
| Godzilla vs. Mothra                                                 | Takao Okawara                                  | Tetsuya Bessho, Satomi Kobayashi                                            | Japonia                                                                            |                        |
| Honey, I Blew Up the Kid                                            | Randal Kleiser                                 | Rick Moranis, Marcia Strassman, Lloyd Bridges                               | Statele Unite ale Americii                                                         |                        |
| The Lawnmower Man                                                   | Brett Leonard                                  | Jeff Fahey, Pierce Brosnan, Jenny Wright                                    | Regatul Unit al Marii Britanii și al Irlandei de Nord · Statele Unite ale Americii |                        |
| The Lost World                                                      | Timothy Bond                                   | John Rhys-Davies, Eric McCormack, David Warner, Tamara Gorski               | Statele Unite ale Americii                                                         |                        |
| Memoirs of an Invisible Man                                         | John Carpenter                                 | Chevy Chase, Daryl Hannah                                                   | Statele Unite ale Americii                                                         |                        |
| Mindwarp                                                            | Steve Barnett                                  | Marta Alicia, Angus Scrimm, Bruce Campbell                                  | Statele Unite ale Americii                                                         | [ nb 5 ] [ 17 ] [ 18 ] |
| Mom and Dad Save the World                                          | Greg Beeman                                    | Jon Lovitz, Teri Garr, Jeffrey Jones                                        | Statele Unite ale Americii                                                         | [ 19 ]                 |
| Neon City                                                           | Monte Markham                                  | Michael Ironside, Vanity, Lyle Alzado, Nick Klar                            | Statele Unite ale Americii                                                         | [ 20 ]                 |
| Prototype X29A                                                      | Phillip J. Roth                                | Brenda Swanson, Robert Tossberg                                             | Statele Unite ale Americii                                                         | [ 21 ]                 |
| Seedpeople                                                          | Peter Manoogian                                | Sam Hennings, Andrea Roth, Dane Witherspoon, David Dunard                   | Statele Unite ale Americii                                                         | [ 22 ]                 |
| Split Second                                                        | Tony Maylam                                    | Rutger Hauer, Kim Cattrall, Neil Duncan                                     | Regatul Unit al Marii Britanii și al Irlandei de Nord · Statele Unite ale Americii |                        |
| Tetsuo II: Body Hammer                                              | Shinya Tsukamoto                               | Tomoroh Taguchi, Shinya Tsukamoto                                           | Japonia                                                                            |                        |
| Ultracop 2000                                                       |                                                | Ricky Davao, Monsour Del Rosario, Yukari Ôshima                             | Hong Kong                                                                          | [ 23 ]                 |
| Universal Soldier                                                   | Roland Emmerich                                | Jean-Claude Van Damme, Dolph Lundgren, Ally Walker                          | Statele Unite ale Americii                                                         |                        |
| The Wicked City                                                     | Peter Mak, Yuen Woo Ping                       | Jacky Cheung, Leon Lai, Tatsuya Nakadai                                     | Hong Kong                                                                          |                        |
| 1993                                                                |                                                |                                                                             |                                                                                    |                        |
| Titlu                                                               | Regizor                                        | Distribuție                                                                 | Țara                                                                               | Sub-Gen /Note          |
| Acción mutante                                                      | Álex de la Iglesia                             | Antonio Resines, Frederique Feder, Alex Angulo                              | Spania                                                                             |                        |
| Alien Intruder                                                      | Ricardo Jacques Gale                           | Billy Dee Williams, Melinda Armstrong, Maxwell Caulfield                    | Statele Unite ale Americii                                                         |                        |
| American Cyborg: Steel Warrior                                      | Boaz Davidson                                  | Joe Lara, Nicole Hansen, Yosef Shiloah                                      | Statele Unite ale Americii                                                         | [ 24 ]                 |
| Arcade                                                              | Albert Pyun                                    | Megan Ward, Peter Billingsley, John de Lancie                               | Statele Unite ale Americii                                                         |                        |
| Body Snatchers                                                      | Abel Ferrara                                   | Gabrielle Anwar, Terry Kinney, Billy Wirth                                  | Statele Unite ale Americii                                                         |                        |
| Carnosaur                                                           | Adam Simon                                     | Diane Ladd, Raphael Sbarge, Jennifer Runyon                                 | Statele Unite ale Americii                                                         |                        |
| Coneheads                                                           | Steve Barron                                   | Dan Aykroyd, Jane Curtin, Michelle Burke, Michael McKean                    | Statele Unite ale Americii                                                         |                        |
| Cyborg Cop                                                          | Sam Firstenberg                                | David Bradley, John Rhys-Davies, Alonna Shaw                                | Statele Unite ale Americii                                                         |                        |
| Demolition Man                                                      | Marco Brambilla                                | Sylvester Stallone, Wesley Snipes, Sandra Bullock, Nigel Hawthorne          | Statele Unite ale Americii                                                         |                        |
| Fire in the Sky                                                     | Robert Lieberman                               | D. B. Sweeney, Robert Patrick, Craig Sheffer, Peter Berg, James Garner      | Statele Unite ale Americii                                                         |                        |
| Fortress                                                            | Stuart Gordon                                  | Christopher Lambert, Loryn Locklin, Kurtwood Smith                          | Australia · Statele Unite ale Americii                                             |                        |
| Ghost in the Machine                                                | Rachel Talalay                                 | Karen Allen, Chris Mulkey, Ted Marcoux                                      | Statele Unite ale Americii                                                         |                        |
| Godzilla vs. Mechagodzilla II                                       | Takao Okawara                                  |                                                                             | Japonia                                                                            |                        |
| Jurassic Park                                                       | Steven Spielberg                               | Sam Neill, Laura Dern, Jeff Goldblum                                        | Statele Unite ale Americii                                                         | [ nb 6 ]               |
| Knights                                                             | Albert Pyun                                    | Kris Kristofferson, Lance Henriksen, Kathy Long                             | Statele Unite ale Americii                                                         | [ 25 ]                 |
| Mandroid                                                            | Joakim Ersgard                                 | Curt Lowens, Brian Cousins, Jane Caldwell, Michael Della Femina             | Statele Unite ale Americii                                                         | [ 26 ] [ 27 ]          |
| The Meteor Man                                                      | Robert Townsend                                | Robert Townsend, Marla Gibbs, Eddie Griffin                                 | Statele Unite ale Americii                                                         |                        |
| Nemesis                                                             | Albert Pyun                                    | Olivier Gruner, Tim Thomerson, Cary-Hiroyuki Tagawa                         | Statele Unite ale Americii                                                         |                        |
| Patlabor: The Movie 2                                               | Mamoru Oshii                                   |                                                                             | Japonia                                                                            | Anime                  |
| Philadelphia Experiment II                                          | Stephen Cornwell                               | Brad Johnson, Gerrit Graham, Marjean Holden                                 | Statele Unite ale Americii                                                         |                        |
| RoboCop 3                                                           | Fred Dekker                                    | Robert John Burke, Nancy Allen, Rip Torn, Mako Iwamatsu                     | Statele Unite ale Americii                                                         |                        |
| Robot Wars                                                          | Albert Band                                    | Don Michael Paul, Barbara Crampton, James Staley, Lisa Rinna                | Statele Unite ale Americii                                                         | [ 28 ]                 |
| 1994                                                                |                                                |                                                                             |                                                                                    |                        |
| Titlu                                                               | Regizor                                        | Distribuție                                                                 | Țara                                                                               | Sub-Gen /Note          |
| A.P.E.X.                                                            | Phillip J. Roth                                | Richard Keats, Mitch Cox, Lisa Ann Russell                                  | Statele Unite ale Americii                                                         | [ 29 ]                 |
| Automatic                                                           | John Murlowski                                 | Olivier Gruner, John Glover, Daphne Ashbrook                                | Statele Unite ale Americii                                                         | [ 30 ]                 |
| Circuitry Man 2                                                     | Robert Lovy, Steven Lovy                       | Vernon G. Wells, Deborah Shelton, Traci Lords                               | Statele Unite ale Americii                                                         | [ 31 ]                 |
| CyberTracker                                                        | Richard Pepin                                  | Don "The Dragon" Wilson, Richard Norton, Stacie Foster                      | Statele Unite ale Americii                                                         | [ 32 ]                 |
| Darkside Blues                                                      | Yoshimichi Furukawa, Nobuyasu Furukawa         |                                                                             | Japonia                                                                            | Anime                  |
| Death Machine                                                       | Stephen Norrington                             | Brad Dourif, Ely Pouget, William Hootkins                                   | Regatul Unit al Marii Britanii și al Irlandei de Nord                              |                        |
| Double Dragon                                                       | James Yukich                                   | Robert Patrick, Mark Dacascos                                               | Statele Unite ale Americii                                                         |                        |
| Fără avertizare                                                     | Robert Iscove                                  | Philip Baker Hall, John de Lancie și Jane Kaczmarek                         | Statele Unite ale Americii                                                         | film TV                |
| Godzilla vs. SpaceGodzilla                                          | Kensho Yamashita                               | Jun Hashizume, Megumi Odaka, Akira Emoto                                    | Japonia                                                                            |                        |
| Guyver: Dark Hero                                                   | Steve Wang                                     | David Hayter, Kathy Christopherson                                          | Statele Unite ale Americii                                                         |                        |
| No Escape                                                           | Martin Campbell                                | Ray Liotta, Lance Henriksen, Stuart Wilson                                  | Statele Unite ale Americii                                                         | Sci-fi action          |
| Oblivion                                                            | Sam Irvin                                      | Richard Joseph Paul, Jackie Swanson                                         | Statele Unite ale Americii                                                         | Sci-fi western         |
| Project Metalbeast                                                  | Alessandro De Gaetano                          | Barry Bostwick, Kane Hodder, Kim Delaney, Musetta Vander                    | Statele Unite ale Americii                                                         |                        |
| Project: Shadowchaser 2                                             | John Eyres                                     | Frank Zagarino, Bryan Genesse, Beth Toussaint                               | Statele Unite ale Americii                                                         | [ 34 ]                 |
| The Puppet Masters                                                  | Stuart Orme                                    | Donald Sutherland, Eric Thal, Julie Warner                                  | Statele Unite ale Americii                                                         |                        |
| Solar Force                                                         | Boaz Davidson                                  | Michael Paré, Billy Drago, Walker Brandt                                    | Statele Unite ale Americii                                                         | [ 35 ]                 |
| Stargate                                                            | Roland Emmerich                                | Kurt Russell, James Spader, Jaye Davidson                                   | Statele Unite ale Americii                                                         | [ nb 7 ]               |
| Star Trek Generations                                               | David Carson                                   | Patrick Stewart, William Shatner, Malcolm McDowell, Jonathan Frakes         | Statele Unite ale Americii                                                         |                        |
| T-Force                                                             | Richard Pepin                                  | Jack Scalia, Evan Laurie, Bobby Johnston                                    | Statele Unite ale Americii                                                         | [ 36 ]                 |
| Timecop                                                             | Peter Hyams                                    | Jean-Claude Van Damme, Mia Sara, Ron Silver                                 | Statele Unite ale Americii                                                         |                        |
| 1995                                                                |                                                |                                                                             |                                                                                    |                        |
| Titlu                                                               | Regizor                                        | Distribuție                                                                 | Țara                                                                               | Sub-Gen /Note          |
| Attack of the 60 Foot Centerfold                                    | Fred Olen Ray                                  | J.J. North, Ted Monte, Raelyn Saalman, Tim Abell                            | Statele Unite ale Americii                                                         | Comedy film            |
| Caged Heat 3000                                                     | Aaron Osborne                                  | Lisa Boyle, Kena Land, Bob Ferrelli                                         | Statele Unite ale Americii                                                         | [ 38 ] [ 39 ]          |
| The City of Lost Children                                           | Marc Caro, Jean-Pierre Jeunet                  | Ron Perlman, Daniel Emilfork, Judith Vittet                                 | Franța · Spania · Germania                                                         |                        |
| Congo                                                               | Frank Marshall                                 | Laura Linney, Ernie Hudson, Tim Curry, Dylan Walsh                          | Statele Unite ale Americii                                                         |                        |
| Cyborg Cop II                                                       | Sam Firstenberg                                | David Bradley, Morgan Hunter, Jill Pierce                                   | Statele Unite ale Americii                                                         |                        |
| The Demolitionist                                                   | Robert Kurtzman                                | Nicole Eggert, Richard Grieco, Susan Tyrrell                                | Statele Unite ale Americii                                                         | [ 40 ]                 |
| Fist of the North Star                                              | Tony Randel                                    | Gary Daniels, Costas Mandylor, Chris Penn                                   | Statele Unite ale Americii · Japonia                                               | Martial arts           |
| Galaxis                                                             | William Mesa                                   | Craig Fairbrass, John Romualdi, Sam Raimi                                   | Statele Unite ale Americii                                                         | [ 41 ]                 |
| Gamera: Guardian of the Universe                                    | Shusuke Kaneko                                 | Tsuyoshi Ihara, Akira Onodera, Ayako Fujitani                               | Japonia                                                                            |                        |
| Ghost in the Shell                                                  | Mamoru Oshii                                   |                                                                             | Japonia                                                                            | Anime                  |
| Godzilla vs. Destoroyah                                             | Takao Okawara                                  | Megumi Odaka, Momoko Kochi                                                  | Japonia                                                                            |                        |
| Johnny Mnemonic                                                     | Robert Longo                                   | Keanu Reeves, Dolph Lundgren, Takeshi Kitano                                | Canada                                                                             |                        |
| Judge Dredd                                                         | Danny Cannon                                   | Sylvester Stallone, Armand Assante, Diane Lane, Rob Schneider               | Statele Unite ale Americii                                                         |                        |
| Memories                                                            | Katsuhiro Otomo, Koji Morimoto, Tensai Okamura |                                                                             | Japonia                                                                            | Anime                  |
| Mosquito                                                            | Gary Jones                                     | Gunnar Hansen, Ron Asheton, Steve Dixon                                     | Statele Unite ale Americii                                                         |                        |
| Mutant Species                                                      | David A. Prior                                 | Leo Rossi, Ted Prior, Denise Crosby, Grant Gelt                             | Statele Unite ale Americii                                                         | [ nb 8 ] [ 42 ]        |
| Nemesis 2: Nebula                                                   | Albert Pyun                                    | Sue Price, Chad Stahelski, Tina Cote                                        | Statele Unite ale Americii                                                         |                        |
| Outbreak                                                            | Wolfgang Petersen                              | Dustin Hoffman, Rene Russo, Morgan Freeman                                  | Statele Unite ale Americii                                                         |                        |
| Screamers                                                           | Christian Duguay                               | Ron White, Peter Weller                                                     | Statele Unite ale Americii · Canada · Japonia                                      |                        |
| Species                                                             | Roger Donaldson                                | Ben Kingsley, Michael Madsen, Alfred Molina, Natasha Henstridge             | Statele Unite ale Americii                                                         |                        |
| Strange Days                                                        | Kathryn Bigelow                                | Ralph Fiennes, Angela Bassett, Juliette Lewis                               | Statele Unite ale Americii                                                         |                        |
| Tank Girl                                                           | Rachel Talalay                                 | Lori Petty, Ice-T, Naomi Watts, Malcolm McDowell                            | Statele Unite ale Americii                                                         |                        |
| Terminal Impact                                                     | Yossi Wein                                     | Bryan Genesse, Frank Zagarino, Jennifer Millar                              | Statele Unite ale Americii                                                         | [ 43 ] [ nb 9 ]        |
| 12 Monkeys                                                          | Terry Gilliam                                  | Bruce Willis, Madeleine Stowe, Brad Pitt, Christopher Plummer               | Statele Unite ale Americii                                                         | [ nb 10 ]              |
| Vampire Vixens from Venus                                           | Ted A. Bohus                                   | Leon Head, Michelle Bauer, Theresa Lynn                                     | Statele Unite ale Americii                                                         | [ 44 ]                 |
| Village of the Damned                                               | John Carpenter                                 | Christopher Reeve, Kirstie Alley, Linda Kozlowski                           | Statele Unite ale Americii                                                         |                        |
| Virtuosity                                                          | Brett Leonard                                  | Denzel Washington, Kelly Lynch, Russell Crowe                               | Statele Unite ale Americii                                                         |                        |
| Waterworld                                                          | Kevin Reynolds                                 | Kevin Costner, Dennis Hopper, Jeanne Tripplehorn                            | Statele Unite ale Americii                                                         | [ nb 11 ]              |
| 1996                                                                |                                                |                                                                             |                                                                                    |                        |
| Titlu                                                               | Regizor                                        | Distribuție                                                                 | Țara                                                                               | Sub-Gen /Note          |
| Adrenalin: Fear the Rush                                            | Albert Pyun                                    | Christopher Lambert, Natasha Henstridge, Norbert Weisser                    | Statele Unite ale Americii                                                         |                        |
| The Arrival                                                         | David N. Twohy                                 | Charlie Sheen, Ron Silver, Lindsay Crouse                                   | Statele Unite ale Americii                                                         |                        |
| Barb Wire                                                           | David Hogan                                    | Pamela Anderson, Temuera Morrison                                           | Statele Unite ale Americii                                                         | [ nb 12 ]              |
| Crossworlds                                                         | Krishna Rao                                    | Rutger Hauer, Josh Charles, Stuart Wilson                                   | Statele Unite ale Americii                                                         | [ 45 ]                 |
| Escape from L.A.                                                    | John Carpenter                                 | Kurt Russell, Stacy Keach, Steve Buscemi                                    | Statele Unite ale Americii                                                         |                        |
| Gamera 2: Attack of Legion                                          | Shusuke Kaneko                                 |                                                                             | Japonia                                                                            |                        |
| Independence Day                                                    | Roland Emmerich                                | Will Smith, Bill Pullman, Jeff Goldblum                                     | Statele Unite ale Americii                                                         | [ nb 13 ]              |
| The Island of Dr. Moreau                                            | John Frankenheimer                             | Marlon Brando, Val Kilmer, Fairuza Balk, David Thewlis, Ron Perlman         | Statele Unite ale Americii                                                         | [ nb 14 ]              |
| Mars Attacks!                                                       | Tim Burton                                     | Jack Nicholson, Glenn Close, Annette Bening                                 | Statele Unite ale Americii                                                         |                        |
| Memory Run                                                          | Allan A. Goldstein                             | Karen Duffy, Matt McCoy                                                     | Statele Unite ale Americii                                                         | [ 46 ]                 |
| Multiplicity                                                        | Harold Ramis                                   | Michael Keaton, Andie MacDowell                                             | Statele Unite ale Americii                                                         |                        |
| Nemesis 3: Prey Harder                                              | Albert Pyun                                    | Sue Price, Tim Thomerson, Xavier Declie                                     | Statele Unite ale Americii                                                         |                        |
| Nemesis 4: Death Angel                                              | Albert Pyun                                    | Sue Price, Andrew Divoff, Norbert Weisser                                   | Statele Unite ale Americii                                                         |                        |
| Rubber's Lover                                                      | Shozin Fukui                                   |                                                                             | Japonia                                                                            |                        |
| Sci-Fighters                                                        | Peter Svatek                                   | Roddy Piper, Jayne Heitmeyer                                                | Statele Unite ale Americii                                                         |                        |
| Solo                                                                | Norberto Barba                                 | Mario Van Peebles, Barry Corbin, William Sadler                             | Statele Unite ale Americii                                                         |                        |
| Space Truckers                                                      | Stuart Gordon                                  | Dennis Hopper, Stephen Dorff, Debi Mazar                                    | Statele Unite ale Americii · Republica Irlanda                                     |                        |
| Star Trek: First Contact                                            | Jonathan Frakes                                | Patrick Stewart, Jonathan Frakes, Brent Spiner, LeVar Burton, Alice Krige   | Statele Unite ale Americii                                                         | [ nb 15 ]              |
| Tykho Moon                                                          | Enki Bilal                                     | Johan Leysen, Julie Delpy, Tchéky Karyo                                     | Franța · Germania                                                                  | [ 47 ]                 |
| Zone 39                                                             | John Tatoulis                                  | Carolyn Bock, Peter Phelps, William Zappa                                   | Australia                                                                          | Psychological drama    |
| 1997                                                                |                                                |                                                                             |                                                                                    |                        |
| Titlu                                                               | Regizor                                        | Distribuție                                                                 | Țara                                                                               | Sub-Gen /Note          |
| Alien Resurrection                                                  | Jean-Pierre Jeunet                             | Sigourney Weaver, Winona Ryder, Ron Perlman, Brad Dourif                    | Statele Unite ale Americii                                                         |                        |
| Contact                                                             | Robert Zemeckis                                | Jodie Foster, Matthew McConaughey, James Woods, Tom Skerritt                | Statele Unite ale Americii                                                         | [ nb 16 ]              |
| Cube                                                                | Vincenzo Natali                                | Maurice Dean Wint, Nicole de Boer, Nicky Guadagni                           | Canada                                                                             |                        |
| The End of Evangelion                                               | Hideaki Anno, Kazuya Tsurumaki                 |                                                                             | Japonia                                                                            | Anime                  |
| Event Horizon                                                       | Paul W. S. Anderson                            | Laurence Fishburne, Sam Neill, Kathleen Quinlan                             | Statele Unite ale Americii                                                         |                        |
| Face/Off                                                            | John Woo                                       | John Travolta, Nicolas Cage, Joan Allen                                     | Statele Unite ale Americii                                                         |                        |
| The Fifth Element                                                   | Luc Besson                                     | Bruce Willis, Gary Oldman, Milla Jovovich, Ian Holm                         | Franța                                                                             |                        |
| Full Metal Yakuza                                                   | Takashi Miike                                  |                                                                             | Japonia                                                                            |                        |
| Gattaca                                                             | Andrew Niccol                                  | Ethan Hawke, Uma Thurman, Jude Law                                          | Statele Unite ale Americii                                                         |                        |
| The Lost World: Jurassic Park                                       | Steven Spielberg                               | Jeff Goldblum, Julianne Moore, Pete Postlethwaite                           | Statele Unite ale Americii                                                         |                        |
| Men in Black                                                        | Barry Sonnenfeld                               | Tommy Lee Jones, Will Smith, Linda Fiorentino                               | Statele Unite ale Americii                                                         | [ nb 17 ]              |
| Mimic                                                               | Guillermo del Toro                             | Mira Sorvino, Jeremy Northam, Josh Brolin                                   | Statele Unite ale Americii                                                         |                        |
| Nirvana                                                             | Gabriele Salvatores                            | Christopher Lambert, Diego Abatantuono, Emmanuelle Seigner                  | Italia · Franța                                                                    |                        |
| The Postman                                                         | Kevin Costner                                  | Kevin Costner, Will Patton, Larenz Tate                                     | Statele Unite ale Americii                                                         | [ nb 18 ]              |
| Spaceman                                                            | Scott Dikkers                                  | David Ghilardi, Frederick Husar, Deborah King                               |                                                                                    |                        |
| Starship Troopers                                                   | Paul Verhoeven                                 | Casper Van Dien, Dina Meyer, Denise Richards                                | Statele Unite ale Americii                                                         |                        |
| The Sticky Fingers of Time                                          | Hilary Brougher                                | Terumi Matthews, Nicole Zaray, James Urbaniak                               | Statele Unite ale Americii                                                         | [ 48 ]                 |
| Zone 39                                                             | John Tatoulis                                  | Peter Phelps, Carolyn Bock, William Zappa                                   | Australia                                                                          | [ 49 ] [ 50 ]          |
| 1998                                                                |                                                |                                                                             |                                                                                    |                        |
| Titlu                                                               | Regizor                                        | Distribuție                                                                 | Țara                                                                               | Sub-Gen /Note          |
| Andromedia                                                          | Takashi Miike                                  | Hiroko Shimabukuro, Eriko Imai, Kenji Harada                                | Japonia                                                                            |                        |
| Armageddon                                                          | Michael Bay                                    | Bruce Willis, Billy Bob Thornton, Liv Tyler, Ben Affleck, Will Patton       | Statele Unite ale Americii                                                         | [ nb 19 ]              |
| Dark City                                                           | Alex Proyas                                    | Rufus Sewell, Kiefer Sutherland, Jennifer Connelly                          | Statele Unite ale Americii                                                         | [ nb 20 ]              |
| Deep Impact                                                         | Mimi Leder                                     | Robert Duvall, Téa Leoni, Elijah Wood                                       | Statele Unite ale Americii                                                         |                        |
| Deep Rising                                                         | Stephen Sommers                                | Treat Williams, Famke Janssen, Anthony Heald                                | Statele Unite ale Americii                                                         |                        |
| Disturbing Behavior                                                 | David Nutter                                   | James Marsden, Katie Holmes, Nick Stahl                                     | Statele Unite ale Americii                                                         |                        |
| The Faculty                                                         | Robert Rodriguez                               | Clea DuVall, Josh Hartnett, Elijah Wood                                     | Statele Unite ale Americii                                                         |                        |
| Godzilla                                                            | Roland Emmerich                                | Matthew Broderick, Jean Reno, Maria Pitillo                                 | [ nb 21 ]                                                                          |                        |
| Lost in Space                                                       | Stephen Hopkins                                | William Hurt, Mimi Rogers, Heather Graham, Matt LeBlanc, Gary Oldman        | Statele Unite ale Americii                                                         |                        |
| New Rose Hotel                                                      | Abel Ferrara                                   | Christopher Walken, Willem Dafoe, Asia Argento                              | Statele Unite ale Americii                                                         |                        |
| Pi                                                                  | Darren Aronofsky                               | Sean Gullette, Mark Margolis, Ben Shenkman                                  | Statele Unite ale Americii                                                         | [ nb 22 ]              |
| Six-String Samurai                                                  | Lance Mungia                                   | Jeffrey Falcon, Justin McGuire, Stephane Gauger                             | Statele Unite ale Americii                                                         |                        |
| Skyggen                                                             | Thomas Borch Nielsen                           | Lars Bom, Puk Scharbau, Jørgen Kiil                                         | Danemarca                                                                          |                        |
| Soldier                                                             | Paul W. S. Anderson                            | Kurt Russell, Jason Scott Lee, Connie Nielsen                               | Statele Unite ale Americii                                                         |                        |
| Species II                                                          | Peter Medak                                    | Michael Madsen, Natasha Henstridge, Marg Helgenberger                       | Statele Unite ale Americii                                                         |                        |
| Sphere                                                              | Barry Levinson                                 | Dustin Hoffman, Sharon Stone, Samuel L. Jackson                             | Statele Unite ale Americii                                                         |                        |
| Spriggan                                                            | Hirotsugu Kawasaki                             |                                                                             | Japonia                                                                            | Anime                  |
| Star Trek: Insurrection                                             | Jonathan Frakes                                | Patrick Stewart, Jonathan Frakes, Brent Spiner, LeVar Burton, Donna Murphy  | Statele Unite ale Americii                                                         |                        |
| The Truman Show                                                     | Peter Weir                                     | Jim Carrey, Laura Linney, Ed Harris, Noah Emmerich, Natascha McElhone       | Statele Unite ale Americii                                                         | [ nb 23 ]              |
| The X-Files                                                         | Rob Bowman                                     | David Duchovny, Gillian Anderson, Martin Landau                             | Statele Unite ale Americii                                                         |                        |
| 1999                                                                |                                                |                                                                             |                                                                                    |                        |
| Titlu                                                               | Regizor                                        | Distribuție                                                                 | Țara                                                                               | Sub-Gen /Note          |
| A.Li.Ce                                                             | Kenichi Maejima                                |                                                                             | Japonia                                                                            | Animation              |
| The Astronaut's Wife                                                | Rand Ravich                                    | Johnny Depp, Charlize Theron, Joe Morton, Donna Murphy                      | Statele Unite ale Americii                                                         |                        |
| Barren Illusion                                                     | Kiyoshi Kurosawa                               | Shinji Takeda, Miako Tadano, Yutaka Yasui                                   | Japonia                                                                            | [ 52 ]                 |
| Beowulf                                                             | Graham Baker                                   | Christopher Lambert, Rhona Mitra, Oliver Cotton                             | Statele Unite ale Americii · Regatul Unit al Marii Britanii și al Irlandei de Nord |                        |
| Bicentennial Man                                                    | Chris Columbus                                 | Robin Williams, Sam Neill, Wendy Crewson                                    | Statele Unite ale Americii                                                         |                        |
| Deep Blue Sea                                                       | Renny Harlin                                   | Thomas Jane, Saffron Burrows, Samuel L. Jackson                             | Statele Unite ale Americii                                                         |                        |
| Escape from Mars                                                    | Neill L. Fearnley                              | Christine Elise, Peter Outerbridge, Kavan Smith                             | Statele Unite ale Americii                                                         |                        |
| eXistenZ                                                            | David Cronenberg                               | Jennifer Jason Leigh, Jude Law, Willem Dafoe                                | Canada · Regatul Unit al Marii Britanii și al Irlandei de Nord                     |                        |
| Furia                                                               | Alexandre Aja                                  | Stanislas Merhar, Marion Cotillard, Wadeck Stanczak                         | Franța                                                                             | [ 53 ]                 |
| Galaxy Quest                                                        | Dean Parisot                                   | Tim Allen, Sigourney Weaver, Alan Rickman, Tony Shalhoub                    | Statele Unite ale Americii                                                         | [ nb 24 ]              |
| Gamera 3: Awakening of Irys                                         | Shusuke Kaneko                                 | Shinobu Nakayama, Ai Maeda, Ayako Fujitani                                  | Japonia                                                                            |                        |
| Godzilla 2000                                                       | Takao Okawara                                  | Takehiro Murata, Shiro Sano, Hiroshi Abe                                    | Japonia · Statele Unite ale Americii                                               |                        |
| The Iron Giant                                                      | Brad Bird                                      |                                                                             | Statele Unite ale Americii                                                         | Animation              |
| The Matrix                                                          | Wachowski brothers                             | Keanu Reeves, Laurence Fishburne, Carrie-Anne Moss                          | Statele Unite ale Americii · Australia                                             | [ nb 25 ]              |
| My Favorite Martian                                                 | Donald Petrie                                  | Jeff Daniels, Christopher Lloyd, Daryl Hannah, Elizabeth Hurley             | Statele Unite ale Americii                                                         |                        |
| Peut-être                                                           | Cédric Klapisch                                | Romain Duris, Jean-Paul Belmondo, Géraldine Pailhas                         | Franța                                                                             | Time travel            |
| Progeny                                                             | Brian Yuzna                                    | Arnold Vosloo, Jillian McWhirter, Brad Dourif, Lindsay Crouse               | Statele Unite ale Americii                                                         |                        |
| Star Wars Episode I: The Phantom Menace                             | George Lucas                                   | Liam Neeson, Ewan McGregor, Natalie Portman, Ian McDiarmid, Frank Oz        | Statele Unite ale Americii                                                         | [ nb 26 ]              |
| The Thirteenth Floor                                                | Josef Rusnak                                   | Craig Bierko, Armin Mueller-Stahl, Gretchen Mol                             | Statele Unite ale Americii                                                         |                        |
| Universal Soldier: The Return                                       | Mic Rodgers                                    | Jean-Claude Van Damme, Michael Jai White, Heidi Schanz                      | Statele Unite ale Americii                                                         |                        |
| Virus                                                               | John Bruno                                     | Jamie Lee Curtis, William Baldwin, Donald Sutherland                        | Statele Unite ale Americii                                                         |                        |
| Wing Commander                                                      | Chris Roberts                                  | Freddie Prinze, Jr., Saffron Burrows, Matthew Lillard                       | Statele Unite ale Americii                                                         |                        |